# Mehdi Bourabia
Mehdi Bourabia (in arabo مهدي بوربيعة‎?; Digione, 7 agosto 1991) è un calciatore francese naturalizzato marocchino, centrocampista del Kayserispor.

## Biografia
Nato in Francia da genitori marocchini (di Beni Mellal in Marocco).

## Caratteristiche tecniche
Centrocampista dotato fisicamente e con un buon senso della posizione, bravo nei calci da fermo e con un'ottima visione di gioco, per la sua duttilità tattica può essere impiegato sia come mezzala che come trequartista.

## Carriera
Cresciuto nel settore giovanile del Digione, inizia la carriera professionistica con il Grenoble, esordendo in prima squadra il 7 novembre 2009, nella partita di campionato pareggiata per 0-0 contro il Monaco. Ha giocato 2 partite nella stagione 2009-10, prima di essere retrocesso in Ligue 2 per la stagione 2010-11, stagione in cui ha giocato 11 partite segnando un gol agli ordini di Mehmed Baždarević, fino a quando è libero da qualsiasi contratto nel 2011. fermo per due anni a causa di una grave pubalgia, trascorre quindi una stagione en 2013-2014 con il Lille 2, prima di passare alla Lokomotiv Plovdiv.
Nel 2015 viene tesserato dal Černo More Varna, con cui vince la Supercoppa di Bulgaria, conquistata ai danni del Ludogorec proprio grazie a una sua rete. L'11 gennaio 2016 viene acquistato per 100.000 euro dal Levski Sofia con un contratto di 3 anni; un anno mezzo dopo nell'estate del 2017 si trasferisce al Konyaspor per 500.000 euro.
Dopo una buona stagione disputata in Süper Lig, il 19 luglio 2018 viene acquistato dal Sassuolo, legandosi al club emiliano fino al 2022. Esordisce in maglia neroverde il 12 agosto 2018 nella vittoria casalinga di Coppa Italia per 5-1 contro la Ternana. Sette giorni dopo avviene anche il debutto in serie A contro l'Inter. Il 12 maggio 2019 segna il suo primo gol in serie A nella gara contro il Torino, siglando la marcatura del momentaneo 0-1, venendo espulso subito dopo per doppia ammonizione per essersi tolto la maglia.
Il 30 agosto 2021 viene ceduto in prestito allo Spezia. Il 19 settembre, alla sua seconda presenza con i liguri, dopo essere subentrato a Giulio Maggiore al minuto 78, segna in pieno recupero il gol che vale il successo in casa del Venezia. A fine stagione, nonostante il poco spazio trovato con la maglia degli aquilotti anche a causa di problemi fisici, viene riscattato dal club.
Il 1º settembre 2023 viene ceduto a titolo definitivo al Frosinone.
Il 9 febbraio 2024 viene ceduto ai turchi del Kayserispor.

### Nazionale
Dopo essere convocato senza mai aver esordito nella selezione marocchina Under-21, il 4 ottobre 2018 viene chiamato per la prima volta in nazionale maggiore dal ct Hervé Renard in vista del 3º e 4º turno di qualificazione alla Coppa d'Africa 2019 contro le Comore.
Esordisce in Nazionale marocchina il 16 ottobre 2018, durante il match di ritorno di Comore-Marocco, conclusosi sul 2-2, dopo essere rimasto in panchina nella partita di andata del 13 ottobre. Bourabia ha esordito entrando all'84º minuto al posto del compagno Nordin Amrabat.

## Statistiche

### Presenze e reti nei club
Statistiche aggiornate al 25 maggio 2024.
| Stagione            | Squadra             | Campionato          | Campionato | Campionato | Coppe nazionali | Coppe nazionali | Coppe nazionali | Coppe continentali | Coppe continentali | Coppe continentali | Altre coppe | Altre coppe | Altre coppe | Totale | Totale |
| Stagione            | Squadra             | Comp                | Pres       | Reti       | Comp            | Pres            | Reti            | Comp               | Pres               | Reti               | Comp        | Pres        | Reti        | Pres   | Reti   |
| ------------------- | ------------------- | ------------------- | ---------- | ---------- | --------------- | --------------- | --------------- | ------------------ | ------------------ | ------------------ | ----------- | ----------- | ----------- | ------ | ------ |
| 2009-2010           | Grenoble            | L1                  | 2          | 0          | CF+CdL          | -               | -               | -                  | -                  | -                  | -           | -           | -           | 2      | 0      |
| 2010-2011           | Grenoble            | L2                  | 9          | 1          | CF+CdL          | 0+1             | 0               | -                  | -                  | -                  | -           | -           | -           | 10     | 1      |
| Totale Grenoble     | Totale Grenoble     | Totale Grenoble     | 11         | 1          |                 | 1               | 0               |                    | -                  | -                  |             | -           | -           | 12     | 1      |
| gen.-giu. 2015      | Lokomotiv Plovdiv   | A-PFG               | 2+9        | 0+1        | CB              | 4               | 1               | -                  | -                  | -                  | -           | -           | -           | 15     | 2      |
| 2015-gen. 2016      | Černo More Varna    | A-PFG               | 19         | 3          | CB              | 1               | 1               | UEL                | 2                  | 0                  | SB          | 1           | 1           | 23     | 5      |
| gen.-giu. 2016      | Levski Sofia        | A-PFG               | 10         | 0          | CB              | -               | -               | -                  | -                  | -                  | -           | -           | -           | 10     | 0      |
| 2016-2017           | Levski Sofia        | A-PFG               | 21+9       | 1+1        | CB              | 2               | 0               | -                  | -                  | -                  | -           | -           | -           | 32     | 2      |
| Totale Levski Sofia | Totale Levski Sofia | Totale Levski Sofia | 40         | 2          |                 | 2               | 0               |                    | -                  | -                  |             | -           | -           | 42     | 2      |
| 2017-2018           | Konyaspor           | SL                  | 30         | 1          | TK              | 2               | 0               | UEL                | 6                  | 1                  | TSK         | 1           | 0           | 39     | 2      |
| 2018-2019           | Sassuolo            | A                   | 32         | 1          | CI              | 2               | 0               | -                  | -                  | -                  | -           | -           | -           | 34     | 1      |
| 2019-2020           | Sassuolo            | A                   | 17         | 1          | CI              | 2               | 1               | -                  | -                  | -                  | -           | -           | -           | 19     | 2      |
| 2020-2021           | Sassuolo            | A                   | 15         | 1          | CI              | 0               | 0               | -                  | -                  | -                  | -           | -           | -           | 15     | 1      |
| Totale Sassuolo     | Totale Sassuolo     | Totale Sassuolo     | 64         | 3          |                 | 4               | 1               |                    | -                  | -                  |             | -           | -           | 68     | 4      |
| 2021-2022           | Spezia              | A                   | 8          | 1          | CI              | 1               | 0               | -                  | -                  | -                  | -           | -           | -           | 9      | 1      |
| 2022-2023           | Spezia              | A                   | 37+1       | 1          | CI              | 1               | 0               | -                  | -                  | -                  | -           | -           | -           | 39     | 1      |
| Totale Spezia       | Totale Spezia       | Totale Spezia       | 45+1       | 2          |                 | 2               | 0               |                    | -                  | -                  |             | -           | -           | 48     | 2      |
| 2023-feb. 2024      | Frosinone           | A                   | 10         | 0          | CI              | 2               | 0               |                    | -                  | -                  |             | -           | -           | 12     | 0      |
| feb.-giu. 2024      | Kayserispor         | SL                  | 13         | 3          | TK              | 0               | 0               | -                  | -                  | -                  | -           | -           | -           | 13     | 3      |
| Totale carriera     | Totale carriera     | Totale carriera     | 244        | 16         |                 | 18              | 3               |                    | 8                  | 1                  |             | 2           | 1           | 272    | 21     |

### Cronologia presenze e reti in nazionale
| Cronologia completa delle presenze e delle reti in nazionale ― Marocco | Cronologia completa delle presenze e delle reti in nazionale ― Marocco | Cronologia completa delle presenze e delle reti in nazionale ― Marocco | Cronologia completa delle presenze e delle reti in nazionale ― Marocco | Cronologia completa delle presenze e delle reti in nazionale ― Marocco | Cronologia completa delle presenze e delle reti in nazionale ― Marocco | Cronologia completa delle presenze e delle reti in nazionale ― Marocco | Cronologia completa delle presenze e delle reti in nazionale ― Marocco |
| Data                                                                   | Città                                                                  | In casa                                                                | Risultato                                                              | Ospiti                                                                 | Competizione                                                           | Reti                                                                   | Note                                                                   |
| ---------------------------------------------------------------------- | ---------------------------------------------------------------------- | ---------------------------------------------------------------------- | ---------------------------------------------------------------------- | ---------------------------------------------------------------------- | ---------------------------------------------------------------------- | ---------------------------------------------------------------------- | ---------------------------------------------------------------------- |
| 16-10-2018                                                             | Mitsamiouli                                                            | Comore                                                                 | 2 – 2                                                                  | Marocco                                                                | Qual. Coppa d'Africa 2019                                              | -                                                                      | 90’                                                                    |
| 22-3-2019                                                              | Blantyre                                                               | Malawi                                                                 | 0 – 0                                                                  | Marocco                                                                | Qual. Coppa d'Africa 2019                                              | -                                                                      |                                                                        |
| 26-3-2019                                                              | Tangeri                                                                | Marocco                                                                | 0 – 1                                                                  | Argentina                                                              | Amichevole                                                             | -                                                                      | 87’                                                                    |
| 12-6-2019                                                              | Marrakech                                                              | Marocco                                                                | 0 – 1                                                                  | Gambia                                                                 | Amichevole                                                             | -                                                                      | 46’                                                                    |
| 16-6-2019                                                              | Marrakech                                                              | Marocco                                                                | 2 – 3                                                                  | Zambia                                                                 | Amichevole                                                             | -                                                                      | 90’                                                                    |
| 23-6-2019                                                              | Il Cairo                                                               | Marocco                                                                | 1 – 0                                                                  | Namibia                                                                | Coppa d'Africa 2019 - 1º turno                                         | -                                                                      | 58’                                                                    |
| 15-10-2019                                                             | Tangeri                                                                | Marocco                                                                | 2 – 3                                                                  | Gabon                                                                  | Amichevole                                                             | -                                                                      | 74’                                                                    |
| Totale                                                                 |                                                                        | Presenze                                                               | 7                                                                      |                                                                        | Reti                                                                   | 0                                                                      |                                                                        |

## Palmarès

### Club

#### Competizioni nazionali
- Supercoppa di Bulgaria: 1

Černo More Varna: 2015
- Supercoppa di Turchia: 1

Konyaspor: 2017